# Petru Soltan
Petru Soltan (n. 29 iunie 1931, Coșnița, raionul Dubăsari, RSS Ucraineană, URSS – d. 15 iulie 2016, Chișinău, Republica Moldova) a fost un matematician din Republica Moldova, membru titular al Academiei de Științe a Moldovei, membru de onoare al Academiei Române din 2003, fost deputat în Parlamentul Republicii Moldova între anii 1990–1994. Matematician de vază din Republica Moldova, creator de școală științifică, specialist în domeniul geometriei, topologiei și matematicii aplicate, Petru Soltan este membru al Societății Matematice din Republica Moldova.
Petru Soltan a fost deputat în Parlamentul Republicii Moldova între 1990–1994, apoi lider al Forumului Democrat al Românilor din Republica Moldova.
A fost membru PCUS din 1973. Director al Institutului de Planificare al comitetului de stat pentru planificare din RSSM. Ca director al acestei instituții a creat seminarul științifico-metodologic în probleme economico-matematice, a redactat majoritatea lucrărilor elaborate de colaboratorii institutului. Profesor și șef de catedră la Universitatea de Stat din Moldova.

## Biografie
Petru Soltan s-a născut pe 29 iunie 1931, în familia lui Simion și Melania Soltan din satul Coșnița, raionul Dubăsari, din RSSU. A fost cel mai mare dintre cei zece copii din familie. A studiat la Institutul Pedagogic din Chișinău. În toamna anului 1954, Petru Soltan pleacă la Universitatea de Stat „M. Lomonosov” din Moscova pentru a-și face studiile de doctorat.
Fiind doctorand la Moscova, a efectuat cercetări științifice sub conducerea renumitului savant rus Pavel S. Aleksandrov. În anul 1961 și-a susținut cu succes teza de doctorat în fața Consiliului Științific din cadrul Institutului de Matematică al AȘ-ului a URSS-ului. În decembrie 1972, Petru Soltan a devenit membru corespondent al Academiei de Științe a Moldovei. În 1974 a obținut titlul de doctor habilitat în științe fizico-matematice. Prin lucrarea prezentată pentru obținerea acestui titlu a fost fondată teoria d-convexității originală.
Între 1974-1978 a fost membru al Prezidiului Academiei de Științe. Din 1992 este membru titular al Academiei de Științe a Moldovei. În 2003 a devenit membru de onoare al Academiei Române, iar în 2004 a câștigat Premiul Național în domeniul științei și tehnicii.
Petru Soltan este fondatorul școlii științifice „Teoria mulțimilor d-convexe și aplicațiile matematicilor”, autor a peste 100 de lucrări științifice în domeniul matematicilor teoretice și al celor aplicative, între care șase monografii. A pregătit 24 de doctori și trei doctori habilitați în științe fizico-matematice.

## Distincții și decorații
- Doctor Honoris Causa la Universitatea "Babeș-Bolyai", Cluj-Napoca (1992)
- Doctor Honoris Causa la Academia de Studii Economice din Moldova (1998)
- Doctor Honoris Causa al Universității Pedagogice de Stat din Tiraspol, cu sediul la Chișinău (2000)
- Doctor Magna cum laude al ULIM-ului (1994)
- Profesor Onorific la Universitatea "Petre Andrei" din Iași (2001)
- Membru titular la Academia de Științe a Moldovei (din 1992)
- Membru de onoare al Academiei Române, 2003[3]
- Om emerit al Republicii Moldova (1994)
- Medalia "Acad. S.I. Vavilov" (Moscova, 1991)
- Medalia "Meritul civic" (1996)
- Medalia "Mihai Eminescu" (2000)
- Medalia "Dimitrie Cantemir" (Academia de Științe a Moldovei, 2001).
- Premiul Național în Știință și Tehnologie din Moldova, 2004[4]